# Kuppenburg
Die Kuppenburg ist eine abgegangene Höhenburg im Wald zwischen den Arnsteiner Ortsteilen Bräunrode und Friedrichrode im Landkreis Mansfeld-Südharz.
1659 wurde uf der Guckenburgk Holz geschlagen.
Von April bis Oktober 1705 und von Juni bis August 1706 waren Steinbrecher in der Ruine beschäftigt, um Baumaterial zu gewinnen, das abtransportiert wurde und zu Neubauten auf dem Vorwerk Friedrichrode verwendet worden ist.
Die heutige Burgstelle zeigt nur noch Wall- und Grabenreste.